# Józef Michał Bazewicz
Józef Michał Bazewicz (ur. 1867 w Uliszkach, w powiecie trockim, zm. 5 czerwca 1929 w Warszawie) – polski kartograf i publicysta.
Urodził się w rodzinie Romualda i Albertyny z domu Beręsowicz. Szkołę średnią ukończył w Prusach i przybył do Warszawy około 1885. Początkowo pracował jako urzędnik na poczcie głównej w Warszawie. Tam poznał Wandę Weronikę, córkę urzędnika poczty Antoniego Bobińskiego (zm. 1907), z którą ożenił się w 1894, wchodząc do znanej i wpływowej warszawskiej rodziny.
Dwa lata wcześniej założył przy ulicy Wareckiej 9 księgarnię połączoną z ekspozycją pism dla prowincji. Wkrótce rozpoczął działalność wydawniczą. Początkowo wydawał książki m.in. autorstwa J. Grajnera. W 1896 wydał książkę autorstwa Stanisława Bobińskiego (1866–1940) Wet za wet: komedyjka w 1-num akcie. Na przełomie wieku XIX i XX po likwidacji księgarni, prowadził już tylko wydawnictwo i rozpoczął wydawanie map i atlasów. W 1902 wydał dwutomowy Przewodnik po Królestwie Polskim wraz z Antonim Bobińskim. Przewodnik ten zawierał spis alfabetyczny miast, osad, wsi, kolonii, folwarków i wszelkich miejscowości noszących jakąkolwiek nazwę. Dołączył do tego przygotowaną przez siebie wielką mapę ścienną Guberni Królestwa Polskiego. Wydawnictwo to na ówczesne czasy miało poważnie znaczenie praktyczne, wobec braku podobnych skorowidzów.
Od tego czasu zajął się wyłącznie wydawnictwami kartograficznymi, zwłaszcza w czasie I wojny światowej i po wskrzeszeniu wolnej Polski. Opracowane przez siebie lub pod swoją redakcją mapy i atlasy wydawał nakładem własnym. Za udany debiut należy uznać wydany w 1907 Atlas geograficzny ilustrowany Królestwa Polskiego. Później były to m.in.: Atlas Polski w granicach z 1770 roku, z okresu zaborów, po I wojnie światowej, terenów plebiscytowych polskich, Litwy i Rusi, Europy, części świata i wielu innych. Specjalizował się w mapach dużych formatów, a jego działalność miała w pewnym stopniu charakter obrony przeciw rusyfikacji szkolnictwa w zaborze rosyjskim.
Przez dłuższy czas mapy Bazewicza cieszyły się dużym powodzeniem zarówno w obrocie ogólnym, jak i w szkolnictwie. W pewnym okresie pisał i wydawał broszury publicystyczne, mające za zadanie uzdrowić w Polsce wszystko co niedomagało m.in. Domy własne pracowników, Drogi błędne i drogi wytyczne państwowotwórcze na wschodzie Rzeczypospolitej Polskiej, Nędza a dobrobyt w Polsce, Słów kilka w sprawie środków zaradczych mogących uzdrowić stosunki gospodarcze w RP. 
W połowie lat. 20 pojawiła się zdecydowana krytyka, twierdząca, że energii i pracowitości Bazewicz nie uzupełnił odpowiednią wiedzą fachową, przez co jego mapy były bardzo słabe pod względem techniki kartograficznej. Na rynku pojawiły się nowe wydawnictwa m.in. Romera, i w 1926 mapy Bazewicza wykluczono ze szkolnictwa. Nie będąc w stanie poprawić swych map pod względem naukowym i technicznym, rozpoczął dość bezwzględną walkę w obronie swojej placówki, występując w ostry sposób na łamach niektórych czasopism i w swoich ulotkach. Wobec zarzutów dyletantyzmu, ośmieszony i rozgoryczony, zdziwaczał.
Jubileusz 25-lecia działalności wydawniczej uczcił osobną pocztówką z własną podobizną oraz reprodukcją autografu, którą rozesłał pod adresem sympatyków i życzliwych (z datą 15.03.1925). Już w następnym roku może z tej okazji stał się bohaterem programu kabaretowego „Profesor Mapazewicz w haremie”, wystawionego przez Walerego Jastrzębca w warszawskim teatrze „Olimpia”. W 1927 analogiczne żarciki stroił sobie z Bazewicza reżyser filmowy Kazimierz Czyński, któremu kartograf wytoczył proces sądowy. Z kolei Ignacy Baliński – wieloletni prezes stołecznej Rady Miejskiej, wytoczył proces Bazewiczowi. Wydawca został skazany na 3 miesiące więzienia, odebrano mu lokal przy ul. Wareckiej 10.
Na tle niepowodzeń życiowych, licznych zawodów, u Bazewicza rozwinęła się nieuleczalna choroba umysłowa, co spowodowało konieczność umieszczenia go w szpitalu Jana Bożnego. Odmawiał przyjmowania pokarmu i trzeba było go odżywiać sztucznie. Po sześciomiesięcznym pobycie w szpitalu, w wieku 62 lat, zmarł 5 czerwca 1929 i został pochowany na cmentarzu Powązkowskim w grobowcu rodzinnym.

## Publikacje
- Prawdy historyczne, konieczności dziejowe i zadania Polski, z mapą Europy na przełomie wieków XIV i XV; Przegląd stosunków wewnętrznych / nap. J.M. Bazewicz. Warszawa: nakł. aut., 1921, 12 s.
- Atlas historyczny Polski / J.M. Bazewicz. Warszawa: nakł. J.M. Bazewicza, 1916 (Warszawa: Lit. W. Główczewski). [1] s., [8] k. map kolor.; 18 × 27 cm.

## Reprinty
W 2009 Wydawnictwo Graf-ika opublikowało reprint „Atlasu geograficznego ilustrowanego Królestwa Polskiego" J.M. Bazewicza z 1907.